# Варшавський трамвай
ТзОВ «Варшавські трамваї» (пол. Tramwaje Warszawskie Sp. z o.o. (TW)) — нинішня назва товариства, що експлуатує всі трамвайні маршрути у Варшаві, виокремленого 1 березня 1994 року з Міського Транспортного Підприємства у Варшаві (пол. Miejskie Zakłady Komunikacyjne w Warszawie (MZK)). 
Варшавські трамваї експлуатують 726 вагонів 
 
та близько 150 км колій (в одноколійному обчисленні)
.
Планується, крім того, подальша розбудова мережі та розвиток трамвайного сполучення у Варшаві.

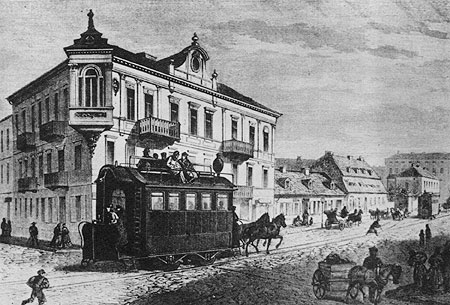
Вагон кінного трамваю у 1867 році, на вулиці Маршалковській

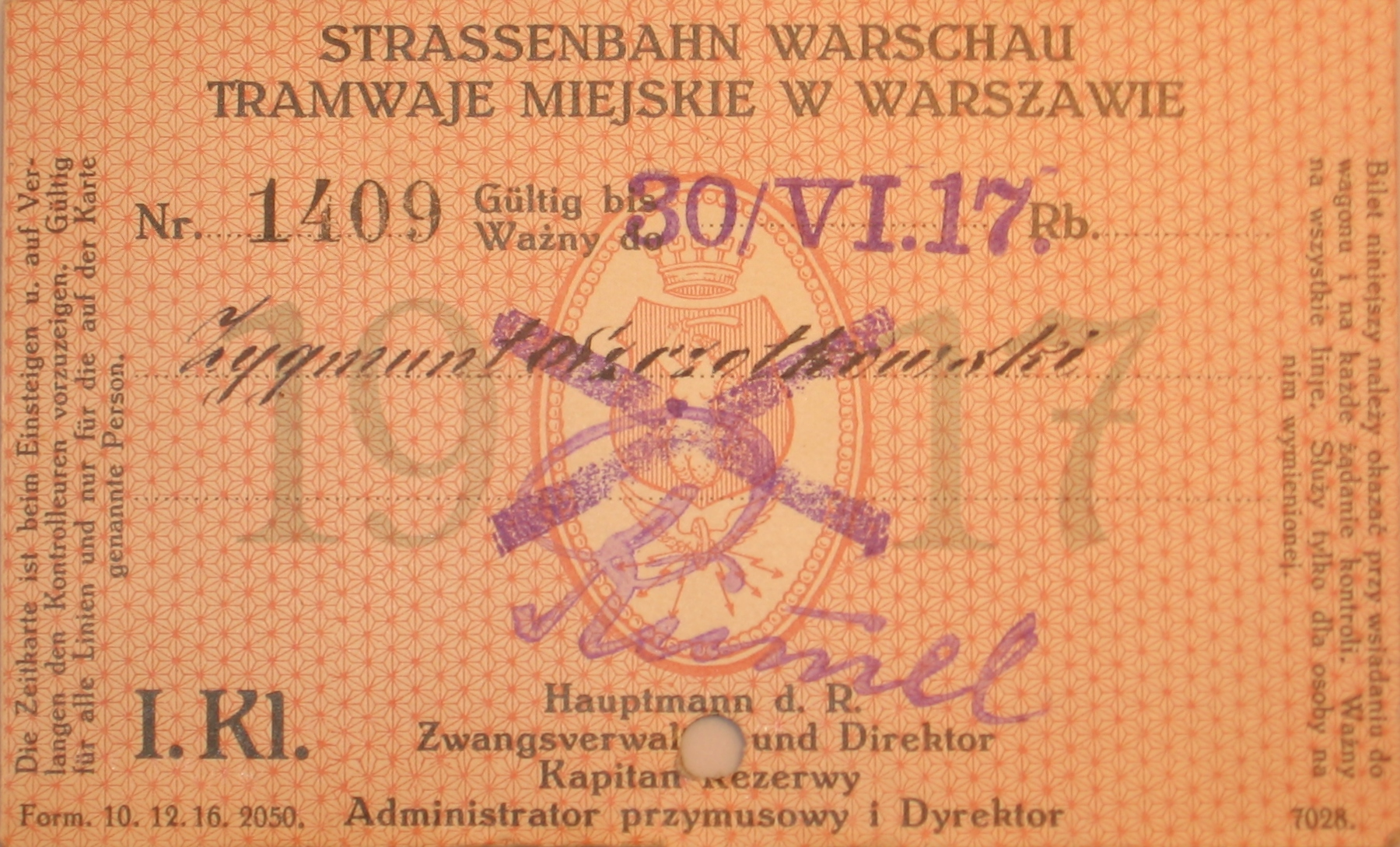
Абонементний квиток I класу 1917 року

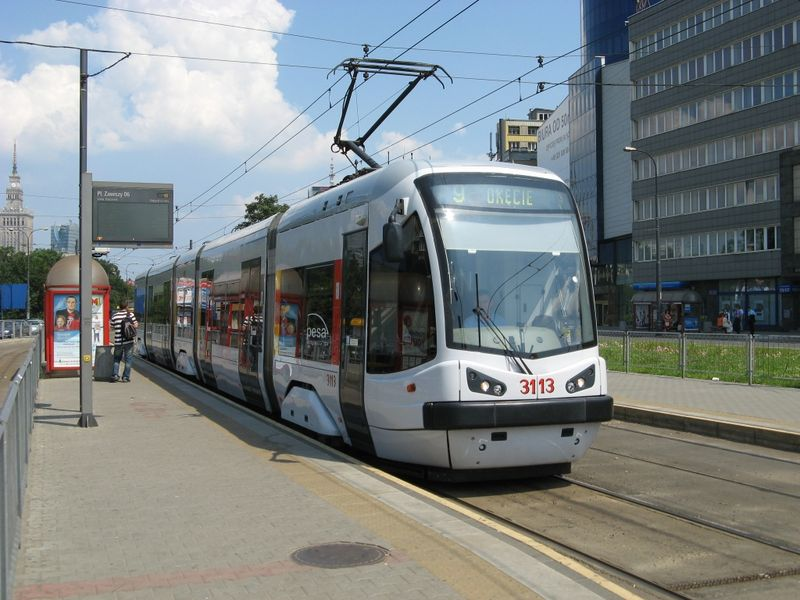
Двовагонний поїзд 120N на маршруті №9

## Історія
Історія варшавських трамваїв починається 11 грудня 1866, разом з відкриттям лінії кінного трамваю, яка сполучила Віденський вокзал з Петербузьким і Тереспольським вокзалом. У 1903 р. введено до експлуатації трамвайне депо «Воля» на вул. Млинарській.
24 липня 1919 року міською адміністрацією створено підприємство «Міські Трамваї столичного міста Варшави». 31 грудня 1921 введено до експлуатації перший нічний маршрут: пл. Збавічєля — Театральна площа. У березні 1925 відкрито депо «Прага» на вул. Кавенчиньській.
В період з вересня до 18 жовтня 1939 року трамваї не курсували через руйнування внаслідок початку війни. 1 липня 1941 року створено підприємство Міське транспортне підприємство Варшави), яке зайнялося експлуатацією трамвайних мереж міста. Від 1 серпня 1944 року трамваї міста фактично не курсували.
20 червня 1945 року був введений в експлуатацію перший післявоєнний трамвайний маршрут № 1, який з'єднав Кавенчинську та Вятрачну вулиці, декілька тижнів потому перші трамваї поїхали на Лівобережжя Варшави. З 1945 року розпочалося переладнання трамвайних колій Варшави з 1525 мм на 1435 ширину колії, тоді ж почало працювати варшавське депо «Жолібож». 18 травня 1948 року ліквідоване депо «Раковець». З 10 вересня 1955 року працює депо «Мокотув», тоді ж було ліквідоване депо «Пулявська», а з 30 червня 1963 року працює депо «Пулноц», тоді ж ліквідоване депо «Жолібож». 11 вересня 1973 року була ліквідована трамвайна лінія до Віланова (Говорка — Спацерова — Гагаріна — Черняковська). До 1989 року в місті збереглося лише 28 лінії.
1 серпня 1992 року була відкрита лінія цвинтар Вольський — вул. Гурчевська, що будувалася 13 літ поспіль. 31 серпня 1997 року відкрита лінія трамваю на Нове Бемово. 21 грудня 2005 року вперше поїхали трамваї по вулицям Силезьких Повстанців та Реймонта (спеціальна лінія «P»), а від 2 січня 2006 року по цих вулицях курсують звичайні маршрути.
З 16 червня 2007 у зв'язку з початком капітального ремонту полотна змінилася організація трамвайного руху в районі мосту Понятовського і алеї Єрусалимської. Труднощі пов'язані з цим тривали до 1 жовтня 2007.
26 березня 2008 року Електричні Трамваї відсвяткували сторіччя свого існування.

## Трамвайні маршрути (стан на 6 березня 2022)

### Звичайні маршрути
| #  |  | Опис маршруту |
| -- |  | --- |
| 1  |  | Банаха — Груєцька — майдан Нарутовіча — Груєцька — майдан Завіши — Товарова — майдан Дашиньського — Товарова — Окопова — майдан «Радослава» — Сломіньського — Гданський міст — майдан Стажиньського — Стажиньського — майдан Жаба — Одровонжа — Будовлана — Рембіліньська — Аннополь                                                                              |
| 2  |  | Вінниця ↔ (Тархомін Косьцельни) ↔ Метро Млоціни Святовида – Тракт Надвисляньський – Куклиньського – міст Склодовської-Кюрі – Угруповання АК «Кампінос» |
| 3  |  | Аннополь ↔ Гоцлавек Аннополь – Рембелиньська – Матки Терези з Калькути – Одровонжа – Кільце Жаба – 11 Листопада – Таргова – пляц Виленьський – Таргова – Замоського – Гроховська |
| 4  |  | Жерань Всходні — Рембілінська — Будовлана — Одровонжа — 11 Листопада — Таргова — алея Солідарності — Силезько-Домбровський міст — алея Солідарності — майдан Банковий — Маршалковська — Пулавська — Вишціги |
| 6  |  | Гоцлавек ↔ Метро Млоціни Угруповання АК «Кампінос» — Маримонцька — Словацького — майдан Вільсона — Міцкевіча — майдан Інвалідів — Міцкевіча — Андерса — Мєдзипаркова — Сломінського — Гданський міст — майдан Стажинського — Ягеллонська — Ратушова — Таргова — Замойського — Грохова — майдан Вятрачна — Гроховська                                              |
| 7  |  | алея Краківська — Груєцька — майдан Нарутовича — Груєцька — майдан Завіши — алея Єрусалімська — міст Понятовського — алея Понятовського — майдан Вашингтона — алея Зєленецька — Таргова — Київська — алея Тисячоріччя — Кавечинська — Кавечинська (базилика) |
| 9  |  | Гоцлавек ↔ (Вятрачна) ↔ Алея Краківська алея Краківська — Груєцька — майдан Нарутовіча — Груєцька — майдан Завіши — алея Єрусалімська — міст Понятовського — алея Понятовського — майдан Вашингтона — Вашингтона — майдан Вятрачна — Гроховська |
| 10 |  | Вишціги — Пулавська — Маршалковська — Новоєйська — алея Незалежності — Халубінського — алея Іоана Павла II — алея Солідарності — Скєрневецька — Вольська — Полчинська — Силезьких Повстанців — Гурчевська — Селище Гурчевська |
| 11 |  | Кільце Дашиньскего ↔ Коло Кільце Дашиньського – Проста – Каспшака – Скерневицька – Вольська – Полчиньська – Сілезьких повстанців – Радьова – Дивізіону 303 |
| 13 |  | Кавенчиньська-Базиліка ↔ Цментаж Вольський Кавенчиньська – Київська – Таргова – пляц Віленьський – алея Солідарності – міст Сльонсько-Домбровський – алея Солідарності – Вольська |
| 14 |  | Банаха — Груєцька — майдан Нарутовіча — Фільтрова — Кживіцького — Нововєйська — майдан Політехніки — Нововєйська — майдан Спасителя — Маршалковська — майдан Люблінської Унії — Пулявська — Метро Віляновська |
| 15 |  | Маримонт-Поток ↔ П+Р Алея Краковська Міцкевича – пляц Вільсона – Міцкевича – пляц Інвалідів – Міцкевича – Андерса – пляц Банковий – Маршалковська – кільце Дмовського – Маршалковська – пляц Конституції – Маршалковська – пляц Збавицеля – Нововейська – пляц Політехніки – Нововейська – Кшивицького – Фільтрова – пляц Нарутовича – Груецька – алея Краковська |
| 17 |  | Вінниця ↔ (Метро Маримонт) ↔ ПКП Служевець Святовида – Тракт Надвисляньський – Куклиньського – Міст Склодовської-Кюрі – Маримонцька – Словацького – Попелюшки – алея Яна Павла ІІ – кільце Згруповання АК „Радослав” – алея Яна Павла ІІ – кільце ОНЗ – алея Яна Павла ІІ – Галубиньского – алея Незалежності – Раковецька – Боболі – Волоська – Маринарська      |
| 18 |  | Служевець — Маринарська — Волоська — Вороніча — Пулавська — майдан Люблінської Унії — Маршалковська — майдан Спасителя — Маршалковська — майдан Конституції — Маршалковська — майдан Банковий — Андерса — Мєджипаркова — Сломінського — Гданський міст — майдан Старжинського — Ягеллонська — Жерань FSO                                                          |
| 20 |  | Боернерово ↔ Жерань ФСО Калиського – Дивізіону 303 – Обозова – Млинарська – алея Солідарності – міст Сльонсько-Домбровський – алея Солідарності – пляц Віленський – Торгова – Ратушева – Ягеллонська |
| 22 |  | Вятрачна ↔ Пяскі Гоцлавек Гроховського — Таргова- Зєлєнєцька — алея Понятовського — міст Понятовського — алея Єрусалимська — майдан Завіши — Товарова — майдан Дашинського — Товарова — Окопова — майдан «Радослава» — алея Іоана Павла II — Бронєвського — Пяскі                                                                                                 |
| 23 |  | Нове Бемово — Силезьких Повстанців — Радьова — 303 Дивізіону — Обозова — Млинарська — алея Солідарності — Силезько-Домбровський міст — алея Солідарності — 11 Листопада - Стальова - Сродкова - Віленська - Чиншова |
| 24 |  | Нове Бемово — Силезьких Повстанців — Радьова — 303 Дивізіону — Обозова — Млинарська — алея Солідарності — Окопова — Товарова — майдан Дашинського — Товарова — майдан Завіши — алея Єрусалімська — міст Понятовського — алея Понятовського — майдан Вашингтона — Вашингтона — майдан Вятрачна — Гроховська — Гоцлавек                                             |
| 25 |  | Аннополь ↔ Банаха Аннополь – Рембелиньська – Матері Терези з Калькути – Одровонжа – кільце Жаба – 11 Листопада – Торгова – пляц Віленський – Торгова – алея Зеленецька – алея Понятовського – міст Понятовського – Алея Єрусалимська – кільце Дмовського – Алея Єрусалимська – пляц Завіши – Груєцька – пляц Нарутовича – Груєцька – Банаха                       |
| 26 |  | Метро Млоціни ↔ Вятрачна Ночницького – Вульчиньська – алея Ремонта – Сілезьких повстанців – Полчинська – Вольська – алея Солідарності – міст Сльонсько-Домбровський – алея Солідарності – пляц Віленський – Торгова – Замоського – Гроховська |
| 27 |  | Цвинтар Вольський ↔ Метро Марімонт Вольська – алея Солідарності – Окопова – кільце Угруповання АК „Радослав” – алея Яна Павла ІІ – Попелюшки |
| 28 |  | Варшава-Всходня (Київська) ↔ Ос.Гурчевська Київська – Торгова – пляц Віленський – Торгова – Ратушова – Ягеллонська – Стажинського – міст Гданський – Сломинськего – кільце Угруповання АК „Радослав” – алея Яна Павла ІІ – Броневського – алея Ремонту – Сілезьких повстанців – Гурчевська                                                                        |
| 31 |  | Метро Вежбно ↔ ПКП Служевець Воронича – Волоська – Маринарська |
| 33 |  | Келецька ↔ Метро Млоціни Раковецька – алея Незалежності – Галубінського – алея Яна Павла ІІ – кільце ОНЗ – алея Яна Павла ІІ – кільце Угруповання АК „Радослав” – алея Яна Павла ІІ – Броневського – Вульчинська – Ночницького |
| 35 |  | Нове Бемово ↔ Висьцігі Сілезьких повстанців – алея Ремонту – Броневського – алея Яна Павла ІІ – кільце Угруповання АК „Радослав” – алея Яна Павла ІІ – Ставки – Андерса – пляц Банковий – Маршалковська – кільце Дмовського – Маршалковська – пляц Конституції – Маршалковська – пляц Збавіцеля – Маршалковська – пляц Люблінської Унії – Пулавська               |
| 41 |  | Жерань Всходний ↔ ПКП Служевець Аннополь – Рембелинська – Матері Терези з Калькути – Одровонжа – кільце Жаба – Стажинського – Міст Гданський – Сломинського – алея Яна Павла ІІ – Голубинського – алея Незалежності – Раковецька – Боболі – Волоська – Маринарська                                                                                                |

## Рухомий склад

### Високопідлогові трамваї[3]
| Фото   | Модель              | Експлуатація у Варшаві з | Кількість вагонів | Кількість складів  |
| ------ | ------------------- | ------------------------ | ----------------- | ------------------ |
|        | Konstal 105Na       | 1984                     | 166               | 80 + 6 одиночних   |
|        | Konstal 105Nb       | 1992–1993                | 4                 | 2                  |
|        | Konstal 105Nb/e     | 1994                     | 4                 | 2                  |
|        | Konstal 105Ne       | 1993–1994                | 18                | 9                  |
|        | Konstal 105Nf       | 1994                     | 44                | 22                 |
|        | Konstal 105Ng       | 1993                     | 2                 | 1                  |
|        | Konstal 105Ni       | 1992                     | 28                | 11 + 6 одиночних   |
|        | Konstal 105Nm       | 1996–1997                | 14                | 7                  |
|        | Konstal 105N2k      | 1995–2001                | 45                | 22 + 1 одиночних   |
|        | Konstal 105N2k/2000 | 2001                     | 62                | 31                 |
|        | HCP 123N            | 2007                     | 30                | 15                 |
| Разом: | Разом:              | Разом:                   | 418               | 202 + 14 одиночних |

### Низькопідлогові трамваї
| Фото                             | Модель                           | Експлуатація у Варшаві з         | Низька підлога                   | Кількість вагонів |
| -------------------------------- | -------------------------------- | -------------------------------- | -------------------------------- | ----------------- |
|                                  | Konstal 112N                     | 1995                             | 24%                              | 1                 |
|                                  | Konstal 116N                     | 1998                             | 61%                              | 1                 |
|                                  | Konstal 116Na                    | 1999                             | 61%                              | 2                 |
|                                  | Konstal 116Na/1                  | 1999–2000                        | 61%                              | 26                |
|                                  | Pesa 120N                        | 2007                             | 100%                             | 15                |
|                                  | Pesa 120Na                       | 2010                             | 100%                             | 180               |
|                                  | Pesa 120NaDuo                    | 2012                             | 100%                             | 6                 |
|                                  | Pesa 128N                        | 2014–2015                        | 100%                             | 50                |
|                                  | Pesa 134N                        | 2015                             | 100%                             | 30                |
|                                  | Hyundai Rotem 140N               | плановано з 2021                 | 100%                             | 5 з 85            |
|                                  | Hyundai Rotem 141N               | плановано з 2021                 | 100%                             | 1 з 18            |
|                                  | Hyundai Rotem 142N               | плановано з 2021                 | 100%                             | 0 з 20            |
| Разом:                           | Разом:                           | Разом:                           | Разом:                           | 311+123           |
| Частка низькопідлогових складів: | Частка низькопідлогових складів: | Частка низькопідлогових складів: | Частка низькопідлогових складів: | 59,01%            |

### Історичні трамваї[8][9]
| Фото                                          | Модель | Виробник                     | Рік випуску | Інвентарні номери |
| --------------------------------------------- | ------ | ---------------------------- | ----------- | ----------------- |
|                                               | A      | Falkenried/MAN               | 1907        | 43                |
| [Архівовано 1 грудня 2021 у Wayback Machine.] | C      | Lilpop, Rau i Loewenstein    | 1925        | 257               |
|                                               | Lw     | Linke-Hoffman Werke          | 1925        | 541               |
|                                               | K      | Гданський вагонний завод     | 1940        | 403               |
|                                               | K      | Wspólnota Interesów Katowice | 1940        | 445               |
|                                               | N      | Konstal                      | 1949        | 607               |
|                                               | N      | Konstal                      | 1951        | 674               |
|                                               | 4N     | Konstal                      | 1961        | 873               |
|                                               | 4NJ    | Konstal                      | 1957        | 838               |
|                                               | 13N    | Konstal                      | 1959        | 503               |
|                                               | 13N    | Konstal                      | 1969        | 795               |
|                                               | 102N   | Konstal                      | 1969        | 5                 |
|                                               | 102Na  | Konstal                      | 1971        | 42                |
|                                               | 105Na  | Konstal                      | 1975        | 1000, 1001        |

## Трамвайні депо
- Трамвайне експлуатаційне підприємство R-1 Воля
- Трамвайне експлуатаційне підприємство R-2 Праґа
- Трамвайне експлуатаційне підприємство R-3 Мокотув
- Трамвайне експлуатаційне підприємство R-4 Жолібож

## Галерея

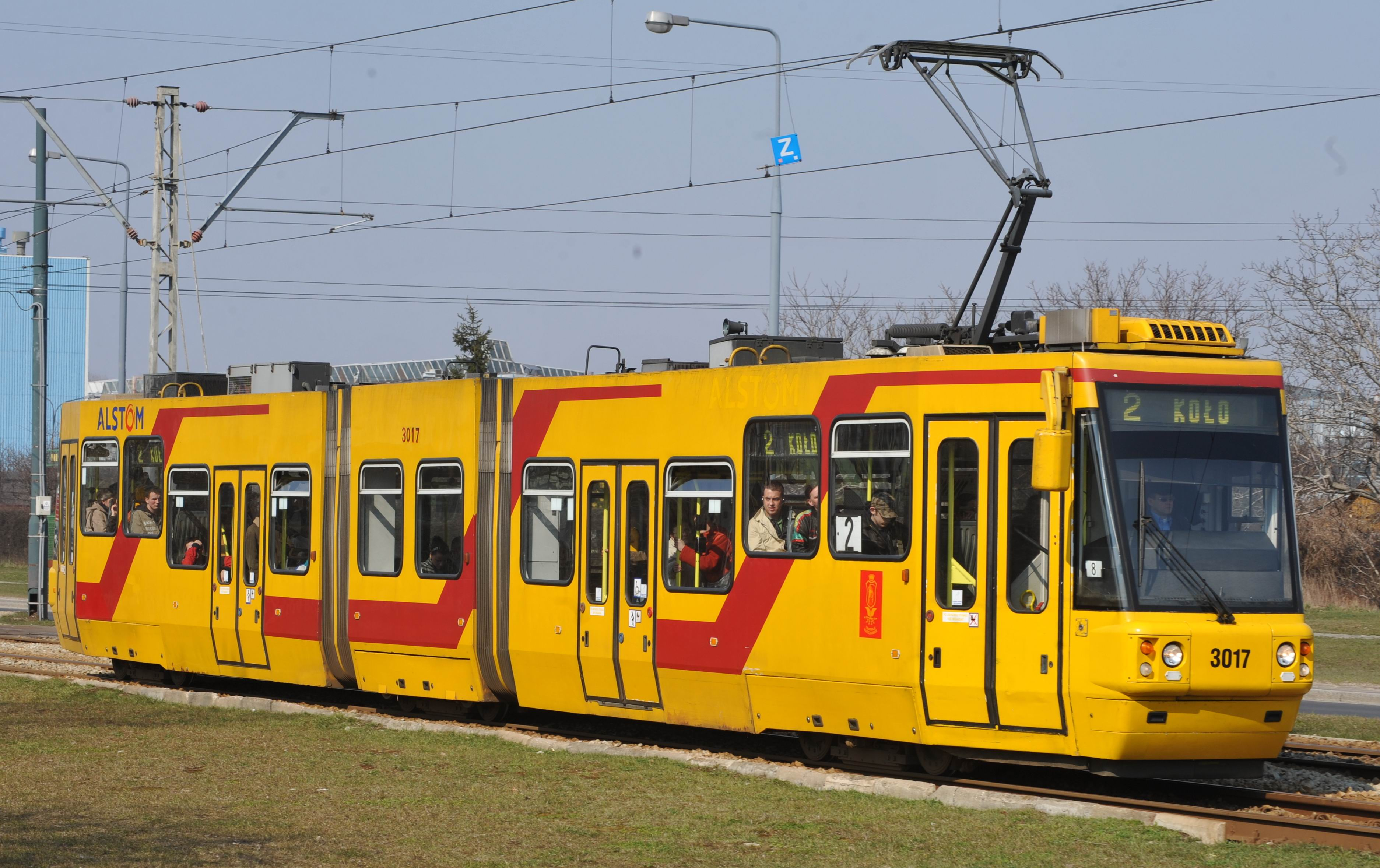
Трамвай моделі 116N на варшавській вулиці
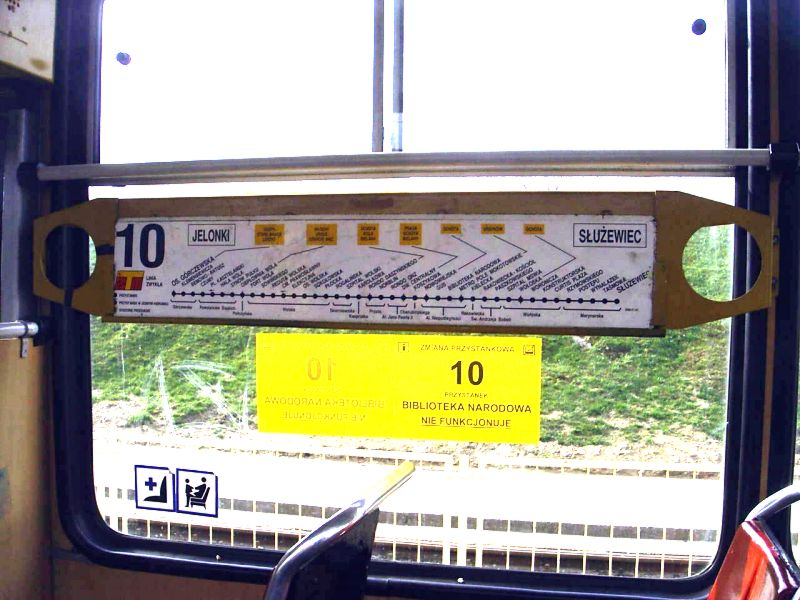
Інформація про маршрут 10
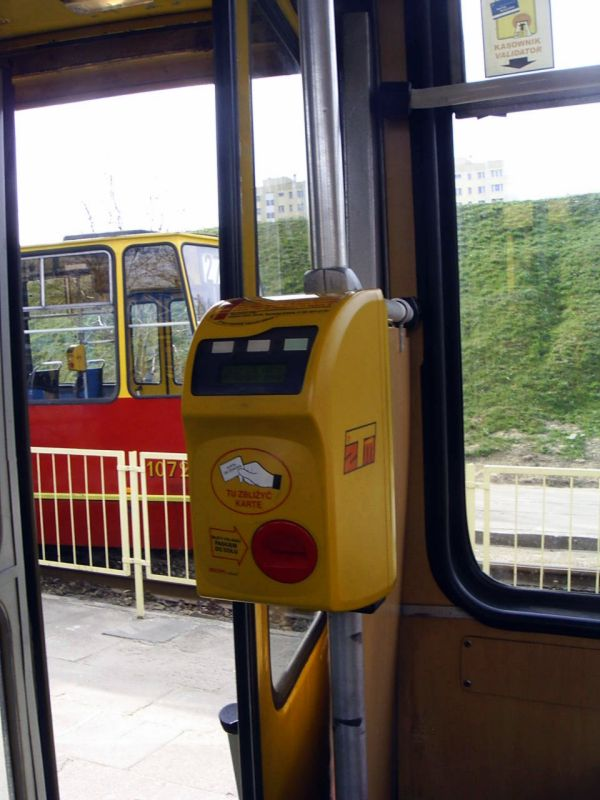
Компостер у трамваї
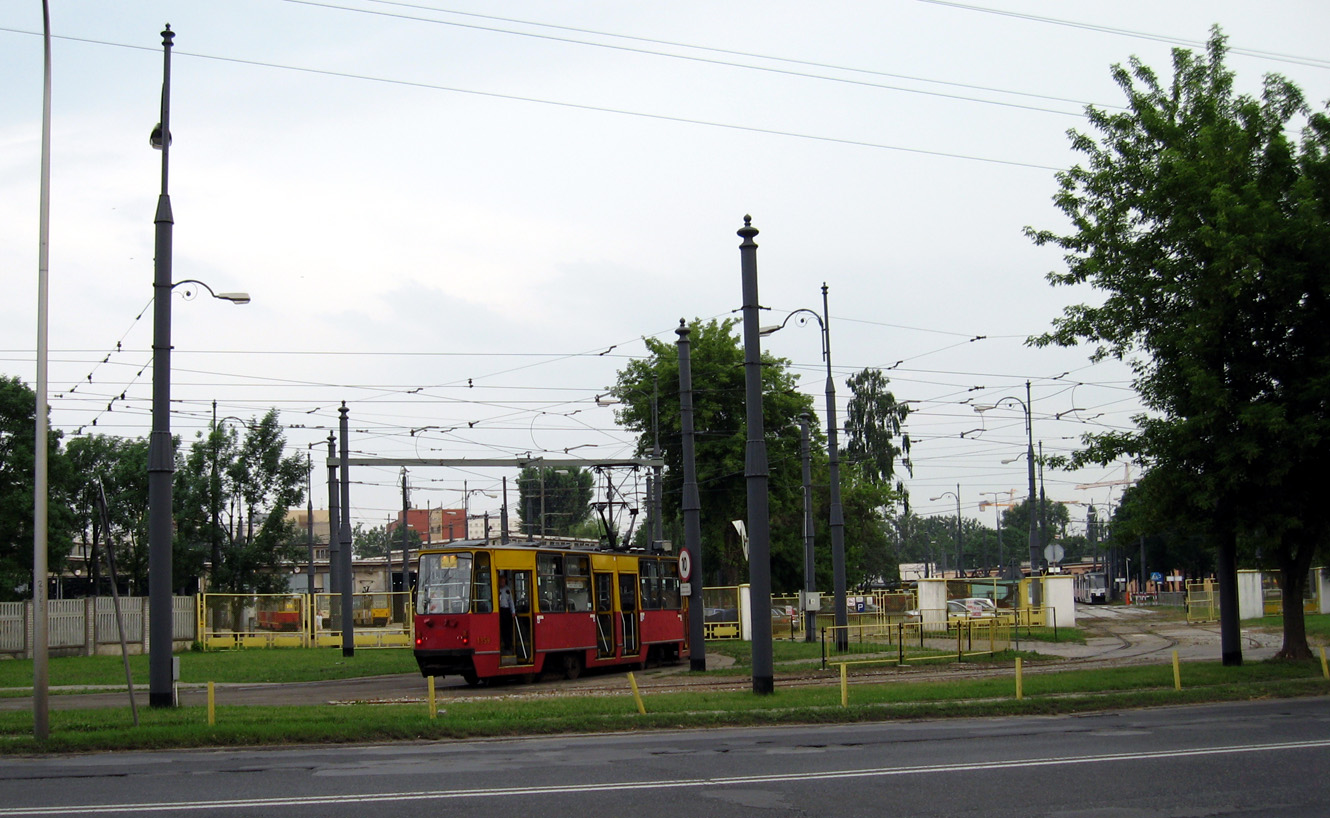
Депо Вороніча
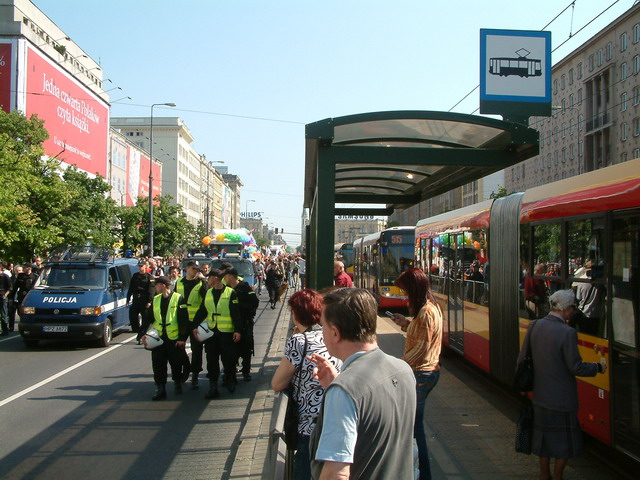
Зупинка на вулиці Маршалковській - автобуси скеровано в об'їзд через трамвайне полотно
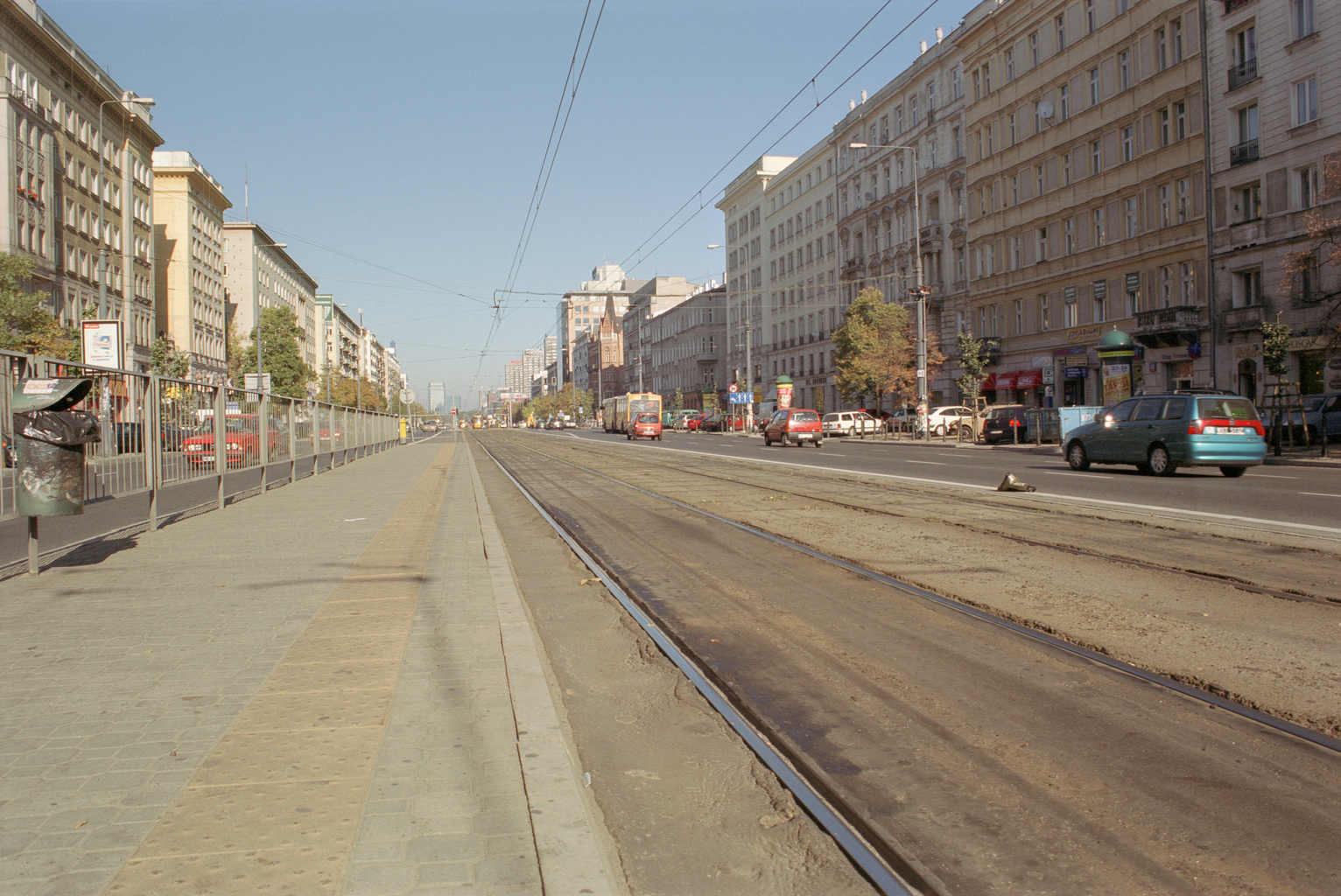
Трамвайне полотно на вулиці Маршалковській
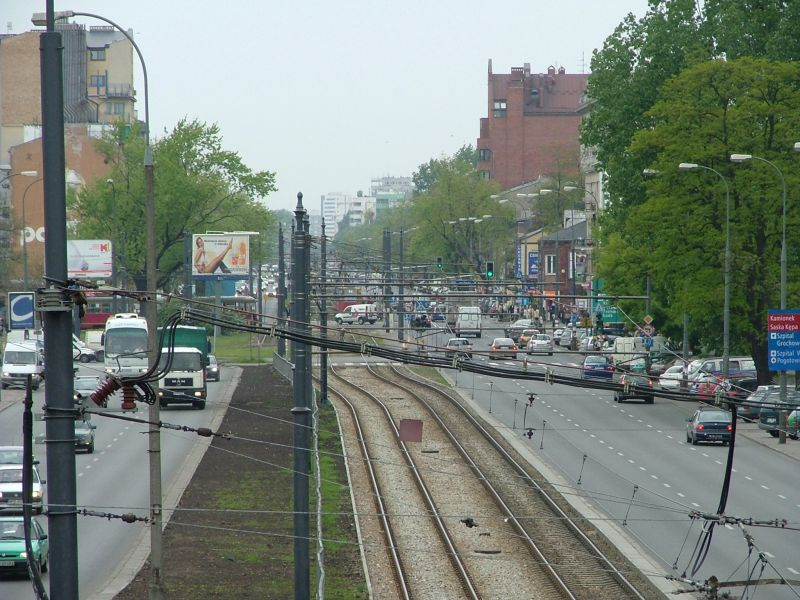
Трамвайне полотно на вулиці Ґроховській
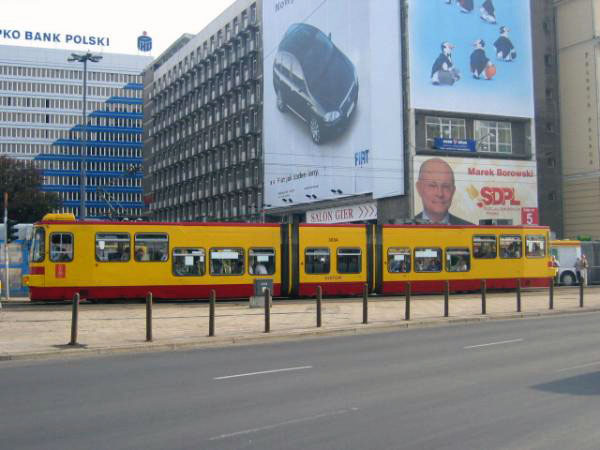
Трамвай 116Na
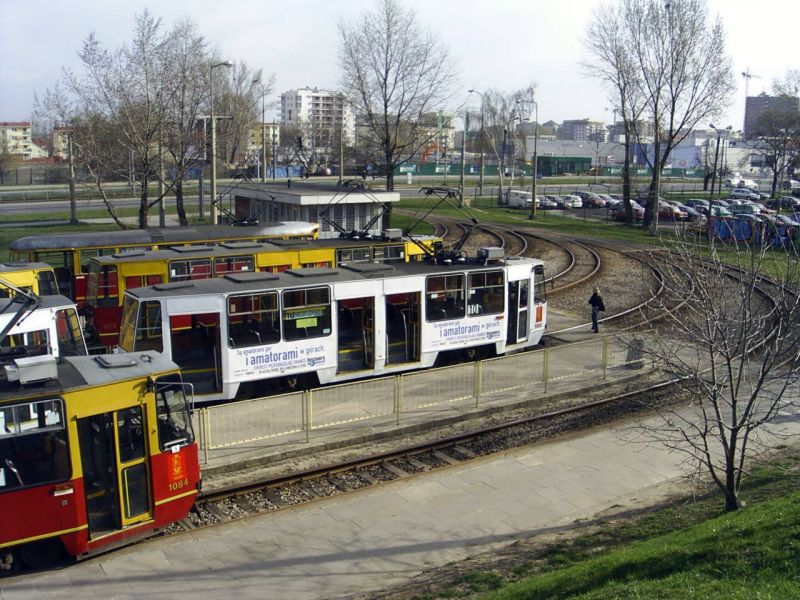
Трамвайне кільце на вулиці Ґурчевській